# In Good Company
In Good Company è un film del 2004 diretto da Paul Weitz.

## Trama
Dan Foreman ha 51 anni, è direttore commerciale per la rivista "Sports America", è stimato dai suoi collaboratori, sposato, con la moglie in attesa del terzo figlio, e la sua primogenita Alex è stata appena accettata in una prestigiosa università di New York. Andrebbe tutto bene, se non fosse che la società per cui lavora viene inglobata da una multinazionale, Dan viene degradato per far posto a Carter, ventiseienne tenuto in alta considerazione dalla nuova dirigenza. La sua giovane età e i suoi modi di fare (tagli al personale) non lo rendono simpatico agli occhi degli altri dipendenti, tutto peggiora quando il giovane dopo solo sette mesi di matrimonio viene scaricato dalla moglie, e si innamora di Alex, la giovane figlia di Dan. Carter è davvero innamorato della ragazza ma quando il padre di lei scopre la relazione e lo colpisce con un pugno, la ragazza anche per rispetto del padre decide di lasciare il giovane capo.

## Produzione
Durante la fase di pre-produzione il film era noto con il titolo di lavorazione Sinergy. Paul Weitz ha spiegato di aver preferito cambiare titolo in quanto l'originale dava l'idea di un film di fantascienza e la maggior parte dei riferimenti a quel termine presenti dalla sceneggiatura originale erano stati eliminati. Le riprese si sono svolte nella primavera del 2004 nelle città di Los Angeles e New York.

## Colonna sonora
La colonna sonora di In Good Company è stata pubblicata su CD Audio l'11 gennaio 2005 ed è composta complessivamente da 14 brani:
1. David Byrne – Glass, Concrete & Stone – 4:13
2. The Soundtrack of Our Lives – Sister Surround – 3:36
3. Iron & Wine – Naked As We Came – 2:33
4. Aretha Franklin – Chain of Fools – 2:46
5. Iron & Wine – Sunset Soon Forgotten – 3:20
6. Stephen Trask – The Chase – 1:31
7. Diana Krall – Bésame mucho – 6:40
8. The Soundtrack of Our Lives – Ten Years Ahead – 2:52
9. Stephen Trask – The Arrival – 1:39
10. Steely Dan – Reelin' In The Years – 4:37
11. Peter Gabriel – Solsbury Hill – 4:21
12. Iron & Wine – The Trapeze Swinger – 9:31
13. Stephen Trask – Accidentals – 2:39
14. Stephen Trask – I'm Psyched – 2:50

## Distribuzione
Negli Stati Uniti il film è stato distribuito a partire dal 29 dicembre 2004 a cura della Universal Pictures. Nel resto del mondo è stato commercializzato principalmente tra i mesi di febbraio e marzo 2005. In Italia è uscito il 25 marzo 2005, a cura dalla BiM Distribuzione.

## Accoglienza

### Incassi
La pellicola ha incassato 45.806.659 dollari negli Stati Uniti e 61.315.215 dollari in tutto il mondo.

### Critica
Roger Ebert sul Chicago Sun-Times lo ha classificato con tre stelle su cinque, definenendolo un film «intelligente, con interpretazioni efficaci». Secondo il New York Times il film è «una morbida fiaba revisionista sulla battaglia bene contro male ambientata nella cultura aziendale contemporanea», mentre per Entertainment Weekly In Good Company è una «piacevole commedia ottimista circa la saggezza della mezza età e la sua influenza positiva sulla spavalda gioventù». Sull'aggregatore di recensioni Metacritic la pellicola ha ottenuto un punteggio di 66/100.

## Edizioni home video
La Universal Studios Home Entertainment ha distribuito il film in DVD a partire dal 10 maggio 2005 negli Stati Uniti e in Canada. Oltre alle scene tagliate il disco contiene anche il commento del regista e dell'attore Topher Grace. In Europa il cofanetto è stato distribuito dal 20 giugno 2005.

## Riconoscimenti
- National Board of Review Awards 2004
  - Miglior performance rivelazione maschile (Topher Grace)